# Vörös-Suki Ágnes
Vörös-Suki Ágnes (születési neve: Suki Ágnes) (Budapest, 1982. február 26.), latin tánc, fitneszedző, táncpedagógus és közgazdász. A Váci Önkormányzat által kétszeresen kitüntetett sportedző.

## Család
Édesanyja - Valencsics Ágnes - hitel tanácsadó, édesapja - Suki Zoltán - vállalkozó. Férje, 2005. március 19. óta Vörös Péter (Dániel), egy gyermekük van, Vörös-Suki Bianka, aki 2009. október 20-án született.

## Iskolák
Vörös-Suki Ágnes a Madách Imre Gimnázium elvégzése után a BGF kereskedelmi közgazdász, és a Magyar Táncművészeti Főiskola táncpedagógus szakán végzett 2005-ben. 2006-ban IFAA fitnesz oktatói bizonyítványt szerzett.

## Sportolói pályafutás
A latin tánc szakágában Budapest bajnok (2000, 2002), Országos bajnok (2002), Budapest bajnoki 2. (2001, 2003), Országos bajnoki 3. (2001). 2004-ben több nemzetközi- és világranglista versenyen is szerepelt. Legkiemelkedőbb eredményei: Sarajevo IDSF Open 13., Savaria IDSF International Open 25., Balaton Kupa 2., Szőke Tisza Nemzetközi Táncverseny 4., Bratislava Open 9.. Profi Magyar Bajnokság 3. (2007)
Az aerobik műfajával 2003. folyamán ismerkedett meg. Eredményei: Aerobikmaraton Magyar Bajnok (2004) Magyar Bajnoki 2. (2003). Csapatban is a dobogó legfelső fokára állhatott mindkét versenyen.

## Edzői pályafutás
Edzőként működött egy fitnesz klubban 2005-től 2008 végéig, és a Bolero Táncsport Egyesületben. Az Agria Tánccentrum szakmai munkájának egyik irányítója (2006-2007), közben a Bolero Táncsport Egyesületben az utánpótlás képzést is segíti. Edzői munkájáért a Váci Önkormányzat kétszer tüntette ki (2007,2008)
2008 folyamán részt vett a később Horváth Gréta nevével fémjelzett versenytánc és aerobik összekapcsolásából létrejött új fitnesz stílus kidolgozásában. Ennek során 2008. áprilisában egy IFAA Fitness Kongresszuson bemutatott egy programadó koreográfiát Horváth Grétával és Vörös Péter Dániellel.

## Külső hivatkozások
- A Bolero Táncsport Egyesület hivatalos oldala Archiválva 2010. április 30-i dátummal a Wayback Machine-ben
- A táncsport adatbázisa
- Montázs felvétel az IFAA Kongresszusról és a Profi Gáláról (2007)